# Hirsch Márk
Hirsch Márk, régies formában Hirsch Márkus (németül: Marcus Hirsch); Tiszabő, 1833. február 9. – Hamburg, 1909. május 18.) óbudai, majd hamburgi főrabbi.

## Élete
Tiszabőn született, ahol édesapja, Hirsch Izsák Cevi volt a rabbi. Több hazai jesivát látogatott, és világi tudományokkal is foglalkozott. A kor szokása szerint 18 éves korában megnősült, de csakhamar özvegységre jutva, folytatta tanulmányait. Prágában két évig az egyetemet látogatta és Szolomon Rappaport rabbi talmudi előadásait hallgatta. Ezután rabbi lett Karcagon, ahol iskolát létesített, és a hitközség intézményeit felvirágoztatta, majd hasonló buzgalommal működött szülőfalujában is. 1861-ben Óbuda főrabbija lett. A régi, jó hírű, de utóbb aláhanyatlott hitközség alatta ismét fellendült. Nagy látogatottságnak örvendett az általa fenntartott jesiva is. Amikor a kormány 1864-ben komolyan foglalkozni kezdett a rabbiszeminárium felállításának kérdésével, Brill Sámuel Lőb pesti és Steinhardt Jakab aradi rabbival együtt ő is megbízást nyert az alapítandó főiskola tervezetének kidolgozására. A kormány később is többször fordult hozzá rituális, házasságjogi és más zsidó egyházi kérdésekkel. 1867-ben a kassai hitközség konzervatív és haladó felfogású tagjai háborúságban voltak egymással és ekkor a kormány kormánybiztosi hatáskörrel küldte őt ki, hogy rendet teremtsen. Az 1868–1869. évi kongresszuson a felekezeti pártok közt békét akart teremteni, de sikertelenül. A kiváló pap 1880-ban a prágai, majd a hamburgi hitközség rabbija lett, később a felvilágosodott német konzervatív zsidóság egyik tekintélyes vezére volt.